# Протести у Чилеу (од 2018)
Године 2019. у Чилеу је започето низ протеста, политиких демонстрација и нереда који су потекли из Сантијага, а проширили се на све регије Чилеа, са већим утицајем у већим градовима, као што су Валпараисо, Консепсион, Ла Серена, Арика, Икике, Антофагаста, Ранкагва, Чиљан, Темуко, Валдивија, Осорно, Пуерто Монт и Пунта Аренас, где су се развили између октобра 2019. и марта 2020. године. Грађански протести су одржавани као одговор на пораст цене метроа у Сантијагу, корупцију, трошкове живота,приватизацију и велику неједнакост у Чилеу.

## Ток протеста
Протести су започели у главном граду Чилеа, Сантиајгу, као координирана кампања избегавања плаћања метро превоза од стране средњошколаца која је довела до спонтаних преузимања главних железничких станица у граду и отворених сукоба са полицијом. Дана 18. октобра ситуација је ескалирала када је група људи почела да вандализује градску инфраструктуру; заплењујући, вандализујући и палећи многе станице мреже метроа Сантијага и онеспособљавајући их великом инфраструктурном штетом, и једно време узрокујући прекид рада мреже у целини. 81 станица је претрпела велику штету, укључујући 17 изгорелих.
Истог дана, председник Чилеа Себастиан Пињера најавио је ванредно стање, одобривши размештање снага чилеанске војске широм главних региона ради спровођења реда и спречавања уништавања јавне имовине, и пред судовима се позвао на „Закон о државној безбедности“ против десетина притвореника. Полицијски час проглашен је 19. октобра у ширем подручју Сантиага.
Следећих дана протести и нереди проширили су се и на друге чилеанске градове, укључујући Консепсион, Сан Антонио и Валпараисо. Ванредно стање проширено је на провинцију Консепсион, сву регију Валпараисо (осим Ускршњег острва и архипелага Хуан Фернандез) и градове Антофагаста, Кокимбо, Икике, Ла Серена, Ранкагва, Валдивија, Осорно и Пуерто Монт. Протести се сматрају „најгорим грађанским немирима“ који су се догодили у Чилеу од краја војне диктатуре Аугуста Пиночеа због обима штете на јавној инфраструктури, броја демонстраната и мера које је влада предузела. Широка пљачка догодила се у продавницама и предузећима.
Дана 25. октобра 2019. преко 1,2 милиона људи изашло је на улице Сантијага у знак протеста против социјалне неједнакости, захтевајући оставку председника Пињере, у, како је то названо, „највећем маршу Чилеа“. До 28. децембра 2019. године 29 људи је погинуло, скоро 2,500 повређено, а 2,840 ухапшено. Организације за људска права примиле су неколико пријава о кршењу људских права и злочинима које су против демонстраната извршиле снаге безбедности, укључујући осакаћивање очију, мучење, сексуално злостављање и сексуални напади. Дана 28. октобра 2019. председник Пињера променио је осам министара свог кабинета као одговор на немире, разрешивши министра унутрашњих послова Андреса Чедвика. Национални конгрес је 15. новембра 2019. године потписао споразум о одржавању референдума о промени устава. Референдум је заказан за април 2020. али померен за октобар 2020. године због пандемије вируса Ковид-19. Пандемија је прекинула протесте, мерама социјалног дистанцирања и евентуалним мерама забрене кретања које је наметнула влада. Дана 25. октобра 2020. 78,28% Чилеанаца је гласало за нови устав, док је 21,72% гласало против. Одзив бирача био је 51%. Друго гласање заказано је за 11. април 2021. године за избор 155 Чилеанаца који ће формирати конвенцију која ће израдити нови устав.

## Последице протеста
Процењује се да су 3,5 милијарде долара и 300 хиљада радних места економски губици услед уништавања и оштећења јавне и приватне инфраструктуре, укључујући метро града Сантијага, као резултат протеста и вандализма изведених углавном између октобра и новембра 2019. године. До данашњег дана, демонстрације су се наставиле одржавати сваког петка готово искључиво око Плазе Бакуедано, где се између 100 и 500 људи сукобљава са полицијом и вандализује околину. Влада је овај наставак дефинисала као „дела злочина која не одговарају демонстрацијама или друштвеним захтевима“.